# Postreform
Die Postreform war ein Reformpaket, dessen Ziel die Privatisierung des bundesdeutschen Sondervermögens Deutsche Bundespost (DBP) war.

## Gründe
Der rasante technische Fortschritt und die zunehmende Marktdynamik vor allem durch die vollständige Öffnung des amerikanischen Fernmeldewesens setzte die Bundespost unter Druck. Sie war immer weniger in der Lage, die Vielfalt der technischen Möglichkeiten in marktgängige Angebote umzusetzen. Da auf dem deutschen Post- und Telekommunikationsmarkt (fast) kein Wettbewerb herrschte, gab es auch keinen Anlass zu hohem Forschungsdruck, zu besserem Kundenservice oder zu Kostensenkungen.
Ein weiterer Grund für die Reformierung war die Liberalisierungsdiskussion, die Ende der 1970er Jahre in Gang kam. Sie mündete 1986 in der Einheitlichen Europäischen Akte, welche die Voraussetzung zur Vollendung des Europäischen Binnenmarktes war. In diesem Binnenmarkt sollten die vier Freiheiten vollständig verwirklicht werden: Freier Verkehr von Personen, Waren, Dienstleistungen und Kapital. Das bedeutet unter anderem, dass Unternehmen aus Mitgliedstaaten grenzüberschreitend ihre Waren und Dienstleistungen ohne Beschränkungen anbieten können. Es kam zu einem Umdenken in Bezug auf die staatlichen Monopolstellungen in einigen Wirtschaftsbereichen. Schrittweise sollten diese für den freien Wettbewerb freigegeben werden. Die EG-Kommission leitete in Anwendung der Wettbewerbsregeln mehrere Verfahren gegen Mitgliedstaaten ein. Im Ergebnis musste auch die DBP eine Beschneidung ihrer Monopolansprüche und die Abgabe von Tätigkeitsbereichen hinnehmen.
Nach dem Abschlussbericht einer Regierungskommission Fernmeldewesen und dem steigenden externen Liberalisierungsdruck durch andere Mitgliedstaaten wie Frankreich und Großbritannien wurde in der damaligen Regierungskoalition (CDU/CSU und FDP) im Mai 1988 ein mehrheitsfähiges Reformkonzept beschlossen.

## Postreform I (1989)
Ziel der Reform war es, die Angebotsvielfalt in den Marktbereichen zu erweitern und zu fördern, in denen sich die Kundenbedürfnisse schnell fortentwickeln. Die DBP wurde nach diesem Gesetz neu strukturiert und in drei öffentliche Unternehmen aufgeteilt. So sollten Ineffizienzen und Größennachteile vermieden werden. Die Unternehmen Postdienst, Postbank und Telekom werden von einem Vorstand und einem Aufsichtsrat geleitet.
Die Geschäftsbereiche nahmen weiterhin hoheitliche Aufgaben unter der Leitung des Bundesministeriums für Post und Telekommunikation wahr. Die Deutsche Bundespost behielt weiterhin ihre Monopole bei der Briefbeförderung und beim Telefonnetz mit Ausnahme des Mobilfunks, alle übrigen Dienstleistungen konnten fortan auch von privaten Anbietern durchgeführt werden.
Die politischen Kontrollmöglichkeiten wurden gesichert und die Einheit der Deutschen Bundespost nicht angetastet. So konnten die drei Unternehmen keine eigene Rechtspersönlichkeit bilden, eine Umwandlung in eine Gesellschaft privaten Rechts wurde ausgeschlossen. Auch der Konflikt zwischen politischen und unternehmerischen Zielen wurde gemildert, aber nicht abgeschafft aus den oben genannten Gründen.
Nach Inkrafttreten des Poststrukturgesetzes am 1. Juli 1989 ergriff eine außerordentliche Dynamik den liberalisierten Markt. Die Entwicklungen waren von einem raschen Wachstum der Angebote, einer tieferen Produktdifferenzierung und starken Preisverfällen geprägt. Durch die immer noch vorherrschenden verfassungsrechtlichen Restriktionen war die internationale Handlungsfähigkeit der drei Unternehmen der DBP eingeschränkt. Vom Staat kontrollierte Unternehmen gelten nicht als potentielle Partner für strategische Allianzen. Es drohten Standortnachteile für die deutsche Wirtschaft, wenn sich die DBP nicht dem internationalen Wettbewerb stellt. Die Postreform I erlaubte zwar nun ausländischen Unternehmen den Einstieg in den deutschen Markt, aber als unmittelbare Bundesverwaltung konnten die drei Unternehmen der DBP nicht auf den liberalisierten ausländischen Post- und Telekommunikationsmärkten tätig werden.
Die Postreform I schuf die Voraussetzungen für eine Entstaatlichung und die Aufhebung des Monopols.

## Postreform II (1994)
1989 hatte die Bundesregierung begonnen, die drei staatlich geführten Unternehmen der DBP teilweise zu privatisieren. In den damals neuen Bundesländern mussten zum Aufbau der Telefondienste und des Mobilfunkes enorme Investitionen getätigt werden. Allein die DBP Telekom setzte bis 1997 60 Mrd. DM im Nordosten Deutschlands ein. Unter einer trotz enormer Schuldenaufnahme höchst angespannten Haushaltslage vermied die Bundesregierung eine Beisteuerung von Eigenmitteln, so dass die Eigenkapitalquote weit unter das gesetzlich vorgeschriebene Maß von 33 % sank. Zum Bedienen von Wählerinteressen erhöhte die Bundesregierung die Post- und Telefongebühren nicht.
Schnell mussten Lösungen der Kapitalbeschaffungsprobleme gefunden werden. Das Ergebnis einer erneut eingesetzten Verhandlungskommission war 1994 nach einem zweijährigen Prozess die Postreform II. Alle drei Unternehmen der DBP sollten zu börsennotierten Aktiengesellschaften gemacht werden. So wurde die Stärkung des Eigenkapitals, die Beteiligung an internationalen Konsortien und der Ausbau ihrer Positionen in der Welt ermöglicht. Ab 1996 unterlagen die Kapitalgesellschaften uneingeschränkt der Steuerpflicht, aber der Bund hatte erhebliche fiskalische Mindereinnahmen. Durch Steuerzahlung der drei Unternehmen, Dividenden oder Aktienverkäufe erhielt der Bund einen Ausgleich für den Wegfall derer abgelieferten Gewinne. Es entstanden die Deutsche Post AG, die Deutsche Telekom AG und die Deutsche Postbank AG.
Für den Verlust an politischen Steuerungsmöglichkeiten hielt der Bund die Mehrheitsbeteiligung an den Postunternehmen. Zur Regelung der dienstlichen und disziplinarischen Maßnahmen und zur Sicherstellung von Sozialleistungen gegenüber den Beamten, Angestellten und Arbeitern wurde die Bundesanstalt für Post und Telekommunikation Deutsche Bundespost gegründet. Sie verwaltet außerdem die im Bundeseigentum stehenden Aktienanteile an den Unternehmen. Die Postbeamtenkrankenkasse blieb bestehen, aber nimmt als Mitglieder ausschließlich Beschäftigte auf, die bereits 1994 im Dienst der Bundespost standen.
Der Bund bleibt für die hoheitlichen Aufgaben im Postwesen und bei der Telekommunikation zuständig. Zu den hoheitlichen Aufgaben zählt die flächendeckende, ausreichende und angemessene Sicherung der Nachfragenden. Zu verstehen sind darunter Fragen der Standardisierung und Normierung, die Funkfrequenzverwaltung, die Erteilung von Genehmigungen für Funkanlagen und die Vorsorge für den Krisen- und Katastrophenfall.
Das Bundesministerium für Post und Telekommunikation (BMPT) bezeichnete die im Sommer 1994 verabschiedete Postreform II als das zentrale Ereignis des Jahres und als eine der größten Reformen der deutschen Wirtschaftsgeschichte.
Die Postreform II beschränkte sich auf die Privatisierung und änderte nichts an der Wettbewerbsstruktur.
Die Postreform war in der Öffentlichkeit kontrovers diskutiert worden; zu den Kernpunkten der Auseinandersetzung zählte unter anderem die Frage nach den Pensionsleistungen der drei Postunternehmen, die sich auf rund 100 Milliarden Mark belaufen (siehe Pensionsrückstellung).

## Postreform III (1996)
Auch die Postreform III wurde in der Öffentlichkeit kontrovers diskutiert; ein Streitpunkt war beispielsweise die Forderung nach einem Universaldienst.
Die Entwürfe sahen eine unabhängige Regulierungsbehörde mit folgenden Aufgaben vor:
- Erteilung von Lizenzen
- Formulierung von Auflagen
- Ausübung von Kontrollrechten
- Sicherstellung des Zusammenschlusses konkurrierender Netze (Interconnection)
- Ordnung der Bewirtschaftung begrenzter Ressourcen (Frequenzen, Nummern, Wegerechte)
- Genehmigung der Tarife des dominierenden Netzbetreibers
- Beobachtung der Qualität der Leistungen
- Sicherstellung eines Universaldienstes im Falle einer nachgewiesenen Unterversorgung (Marktversagen)
- Durchführen von Schlichtungsverfahren nach § 10 Postdienstleistungsverordnung

Schließlich wurde 1998 als Ersatz für das Bundesministerium die Regulierungsbehörde für Telekommunikation und Post (RegTP) gegründet, welche für die Regulierung der technischen Seite des Telekommunikationsmarktes zuständig war. Im Juli 2005 wurde die RegTP in  Bundesnetzagentur für Elektrizität, Gas, Telekommunikation, Post und Eisenbahnen, kurz BNetzA, umbenannt.

## Kritik
Die Gründe für eine vollständige Privatisierung wie hoher Forschungsdruck, besserer Kundenservice oder Kostensenkungen wurden oft nicht erreicht. Teilweise gibt es sogar Rückschritte. 
Lediglich im Mobilfunk war die Privatisierung mit der ersten im Jahr 1988 vom Bundesministerium für Post und Telekommunikation ausgeschriebenen Lizenz für ein privates GSM-Netz erfolgreich. So wurde durch die Deutsche Telekom die Nutzungen von eigenen Kommunikationssatelliten, obwohl Bedarf bestand und besteht, nicht weiter verfolgt sowie der Ausbau von Glasfasernetzen nur sehr zögerlich vorangetrieben, stattdessen zu lange auf technische Alternativen wie VDSL sowie VDSL2-Vectoring gesetzt. Aufgrund von Druck der EU-Kommission verkaufte die Telekom ihr Kabelfernsehnetz ab 2000 schrittweise bis 2003 in Form von regionalen Teilnetzen, was den Weg für den Rückkanalfähigen Ausbau und das Angebot von Kabeltelefonie und Kabel-Internet (Triple Play) über das deutsche Kabelfernsehnetz frei machte. Nach einigen Jahren wurden diese Teilnetze immer mehr zusammengeschlossen bis schließlich die Wettbewerbsbehörden sowie die EU-Kommission am 18. Juli 2019 den Zusammenschluss von Unitymedia und Kabel Deutschland erteilte. Seitdem hat die britische Vodafone Group eine Monopolstellung beim Kabelfernsehen in Deutschland inne. Einige Zulieferbetriebe der DBP gerieten mit der Privatisierung in wirtschaftliche Schwierigkeiten. So verlor das Unternehmen fuba Communication den größten sowie bedeutendsten Kunden und musste im Jahr 1997 mit noch 700 Mitarbeitern Insolvenz anmelden. Die Deutsche Post hat die Schließung von Postfilialen vorangetrieben, die flächendeckende Versorgung blieb dabei auf der Strecke. Lange wurde mit dem Briefdienst der Paketdienst quersubventioniert und das Briefmonopol blieb bis 2005 bzw. 2007 bei der Deutschen Post AG. Die Volksaktie der Telekom mit dem Namen T-Aktie erwies sich für viele als ein Verlustgeschäft, daran hatte auch die vorherige Werbekampagne mit Manfred Krug nichts geändert. Die schrittweise Übernahme der Postbank durch die Deutsche Bank seit 2009 bis zur Verschmelzung im Jahr 2018 hat für die Privat- und Firmenkunden mehr Nachteile als Vorteile gebracht. Die Postbank hat für den nationalen sowie internationalen Zahlungsverkehr eine große Bedeutung.